# 정천면
정천면(程川面)은 전북특별자치도 진안군의 면이다.

## 개요
정천면의 위치는 북부산악권에 위치하고 임야가 91.9%인 산간고원의 계곡과 용담호가 함께하는 천혜의 관광자원이 풍부하며, 곶감, 한봉, 표고버섯, 인삼 등 특산물의 맛, 향, 질이 뛰어나고, 천황사, 옥녀폭포, 운장산 휴양림, 마조 월평천이 아름다운 용담호와 어우러져 청정지역을 자랑하는 관광과 휴양의 최적지이다.

## 행정 구역
- 갈용리
- 망화리
- 모정리
- 봉학리
- 월평리

## 학교
- 조림초등학교 (봉학리)
- 모정초등학교 (폐교) - 정천면 모정리 882
- 정천초등학교 (폐교) - 정천면 갈용리 380-1
- 정천중학교 (폐교) - 정천면 갈용리 395-1